# マリア様がみてる
『マリア様がみてる』（マリアさまがみてる）は、今野緒雪による少女小説（ライトノベル）。また、続刊を含むシリーズの名称。およびそれらを原作としたメディアミックス作品の総称（後述）。イラストはひびき玲音。東京都武蔵野の丘の上にあるという「私立リリアン女学園高等部」を主な舞台とした青春学園小説。同高等部の特徴である「スール」制度と、生徒会である「山百合会」（やまゆりかい）を軸に物語が展開される。略称は「マリみて」。
1997年に初の短編『マリア様がみてる』（文庫収録時、『銀杏の中の桜』に改題、再構成）が集英社発行雑誌「Cobalt」に掲載され、1998年に文庫第1巻である『マリア様がみてる』がコバルト文庫に書き下ろされた。以降、主要登場人物を中心とした「本編」とも言うべき物語はコバルト文庫に書き下ろし、「外伝」的な物語はCobaltに不定期掲載の後まとめて文庫化、という形で作品発表が続いた。2022年1月時点でシリーズ累計部数は560万部を突破している。
2008年5月にスピンオフ作品（姉弟シリーズ）『お釈迦様もみてる』が『マリア様がみてる 花寺版』として、『Cobalt』6月号増刊『別冊Cobalt』（集英社）に掲載。同年8月、加筆及び書き下ろし短編を加えた『お釈迦様もみてる 紅か白か』が同社のコバルト文庫より刊行。「マリみて」のメイン主人公である福沢祐巳の弟、福沢祐麒の入学から二年生になるまでを描いてシリーズは終了した。
シリーズの継続や各種のメディア展開により、コバルト文庫が本来ターゲットとする読者層である女性ばかりか、男性にも支持層が広がり、読者の8割以上は男性であると言われている。

## あらすじ
ある朝、リリアン女学園の高等部に通う1年生・福沢祐巳は、憧れの先輩である「紅薔薇のつぼみ（ロサ・キネンシス・アン・ブゥトン）」こと、2年生の小笠原祥子に「お待ちなさい」とマリア像の前で呼び止められ、タイの乱れを整えられる。後日、このことをきっかけに、高等部「山百合会」のメンバーが集まる「薔薇の館」を友人の武嶋蔦子と訪ねることとなる。
薔薇の館では、学園祭の劇『シンデレラ』の主役に選ばれていた祥子が、王子役として花寺学院の生徒会長が来る事を知り、怒って役を降りようとしていた。お姉さまである水野蓉子に「妹（プティ・スール）一人作れない人間に発言権はない」とされ、「今すぐ連れてまいります！」と部屋の外へ出たところ祐巳と鉢合わせになる。祥子は名前も知らない祐巳を「妹とする」と宣言するが、祥子に憧れていた祐巳はその申し出を断る。主に、上級生である佐藤聖の「一つ賭けをしましょう」という提案により、学園祭までに祥子が祐巳を妹にできたら降りてもいいが、その場合、シンデレラの代役は祐巳が務めるという事が決まる。祐巳も2週間後の本番に備えて山百合会の練習に加わり、物語が進んでいく。
花寺の生徒会長が祥子の婚約者であり、祥子が男性不信になった原因だと知った祐巳は役を引き受けようとする。しかし祥子は、祐巳の申し出を受けずに学園祭で役を務めあげる。後夜祭の輪の外で、祥子との繋がりがなくなった祐巳が寂しさをこらえていると、彼女を探し出した祥子が今度は本心から姉妹（スール）の申し込みをする。場所はマリア像の前。そして祐巳はその申し出を受け入れる。「月と、マリア様だけが二人を見ていた。」（原作 第1巻）
本作は、福沢祐巳と小笠原祥子との出来事を中心に、乙女達の学園生活を描いた作品である。

## 登場人物
山百合会幹部：小説第1巻終了時
| 紅薔薇（ロサ・キネンシス）                                              | 紅薔薇（ロサ・キネンシス）             | 白薔薇（ロサ・ギガンティア）                                              | 白薔薇（ロサ・ギガンティア）         | 黄薔薇（ロサ・フェティダ）                                              | 黄薔薇（ロサ・フェティダ）         |
| ----------------------------------------------------------------------- | -------------------------------------- | ------------------------------------------------------------------------- | ------------------------------------ | ----------------------------------------------------------------------- | ---------------------------------- |
| ロサ・キネンシス （紅薔薇さま）                                         | 水野 蓉子 （みずの ようこ、3年）       | ロサ・ギガンティア （白薔薇さま）                                         | 佐藤 聖 （さとう せい、3年）         | ロサ・フェティダ （黄薔薇さま）                                         | 鳥居 江利子 （とりい えりこ、3年） |
| ロサ・キネンシス・ アン・ブゥトン （紅薔薇のつぼみ）                    | 小笠原 祥子 （おがさわら さちこ、2年） | ロサ・ギガンティア・ アン・ブゥトン （白薔薇のつぼみ）                    | 藤堂 志摩子 （とうどう しまこ、1年） | ロサ・フェティダ・ アン・ブゥトン （黄薔薇のつぼみ）                    | 支倉 令 （はせくら れい、2年）     |
| ロサ・キネンシス・ アン・ブゥトン プティ・スール （紅薔薇のつぼみの妹） | 福沢 祐巳 （ふくざわ ゆみ、1年）       | ロサ・ギガンティア・ アン・ブゥトン プティ・スール （白薔薇のつぼみの妹） | －                                   | ロサ・フェティダ・ アン・ブゥトン プティ・スール （黄薔薇のつぼみの妹） | 島津 由乃 （しまづ よしの、1年）   |

山百合会幹部：小説第19巻終了時（作中で1年が経過した時点）
| 紅薔薇（ロサ・キネンシス）                           | 紅薔薇（ロサ・キネンシス）             | 白薔薇（ロサ・ギガンティア）                           | 白薔薇（ロサ・ギガンティア）         | 黄薔薇（ロサ・フェティダ）                           | 黄薔薇（ロサ・フェティダ）       |
| ---------------------------------------------------- | -------------------------------------- | ------------------------------------------------------ | ------------------------------------ | ---------------------------------------------------- | -------------------------------- |
| ロサ・キネンシス （紅薔薇さま）                      | 小笠原 祥子 （おがさわら さちこ、3年） | ロサ・ギガンティア （白薔薇さま）                      | 藤堂 志摩子 （とうどう しまこ、2年） | ロサ・フェティダ （黄薔薇さま）                      | 支倉 令 （はせくら れい、3年）   |
| ロサ・キネンシス・ アン・ブゥトン （紅薔薇のつぼみ） | 福沢 祐巳 （ふくざわ ゆみ、2年）       | ロサ・ギガンティア・ アン・ブゥトン （白薔薇のつぼみ） | 二条 乃梨子 （にじょう のりこ、1年） | ロサ・フェティダ・ アン・ブゥトン （黄薔薇のつぼみ） | 島津 由乃 （しまづ よしの、2年） |

山百合会幹部：小説第35巻終了時（祐巳が「紅薔薇さま（ロサ・キネンシス）」になった時点）
| 紅薔薇（ロサ・キネンシス）                           | 紅薔薇（ロサ・キネンシス）           | 白薔薇（ロサ・ギガンティア）                           | 白薔薇（ロサ・ギガンティア）         | 黄薔薇（ロサ・フェティダ）                           | 黄薔薇（ロサ・フェティダ）       |
| ---------------------------------------------------- | ------------------------------------ | ------------------------------------------------------ | ------------------------------------ | ---------------------------------------------------- | -------------------------------- |
| ロサ・キネンシス （紅薔薇さま）                      | 福沢 祐巳 （ふくざわ ゆみ、3年）     | ロサ・ギガンティア （白薔薇さま）                      | 藤堂 志摩子 （とうどう しまこ、3年） | ロサ・フェティダ （黄薔薇さま）                      | 島津 由乃 （しまづ よしの、3年） |
| ロサ・キネンシス・ アン・ブゥトン （紅薔薇のつぼみ） | 松平 瞳子 （まつだいら とうこ、2年） | ロサ・ギガンティア・ アン・ブゥトン （白薔薇のつぼみ） | 二条 乃梨子 （にじょう のりこ、2年） | ロサ・フェティダ・ アン・ブゥトン （黄薔薇のつぼみ） | 有馬 菜々 （ありま なな、1年）   |

## 舞台

### 私立リリアン女学園
幼稚舎（幼稚園）から大学までの一貫教育を行うカトリック系のミッションスクール。明治34年（1901年）に華族の令嬢を対象として創立された。現在も名家の令嬢を多数受け入れており、俗に言う「お嬢様学校」である。武蔵野の丘の上にあるという広大な敷地には、先述の各部の校舎に加え、図書館、武道館、各種食堂、シスター用の寄宿舎など数多くの施設が存在している。幼稚舎から大学まではほとんどエスカレーター式に進学できるが、その分外部入学に対するハードルは高い。「リリアン（英Lilian/仏Liliane）」は女性の名前として用いられる名詞であり、百合のような女性（花言葉から威厳・純潔・無垢な女性）という願いで名付けられる。また、白百合がマリアの花とされることもあり、純潔な女性を指す代名詞としても使われる。
リリアン女学園高等部
本作品の主要な舞台である。制服はワンピースのセーラー服。各学年は李組（2年のみ桜組）・藤組・菊組・桃組・松組・椿組の6学級で編成される。スール制度に代表される、長い伝統に培われた独自の学園文化が築かれている。
リリアン女子大学
高等部から比較的すぐ近くに校舎が存在する。外部からの入学生も多く、「ごきげんよう」のあいさつや学生同士の呼称といった高等部までの習慣は浸透していない。高等部3年の2学期末までに願書を提出すればさほど問題なく進学できるが、学部選択は成績上位者から任意に選べるシステムとなっている。

### 花寺学院
リリアン女学園と同じ丘の上に建つ学院。リリアン女学園とは対照的に、男子校にして仏教系の学校である。リリアン女学園とは姉妹校のような関係で、体育祭、学園祭、卒業式といった各学校行事はリリアンと同日にならないように調整している。作中には「（うちの一族は）男は花寺、女はリリアン」という台詞もあり、福沢姉弟のように兄弟姉妹でリリアン女学園と花寺学院とに通っている例も多い。長年、財界をはじめ各界に多くの実力者を輩出しており、レベルは相当高い。
花寺学院高校
生徒が日常から源氏（体育部員）と平氏（文化部員）に分かれて競い合う習慣や、先輩が後輩の後見人となる烏帽子親制度が特徴。制服は鼠色の学生服。花寺高校生徒会と山百合会は友好関係を保っており、文化祭などで協力をすることが慣例となっている。伝統校らしく上下の関係や伝統を重んじる。

## 独特の用語・慣習など

### スール
リリアン女学園高等部特有の慣習で、学園生活を規律正しく円滑に過ごすために、指導者役になる上級生が下級生と「姉妹」になる約束をすること、またその約束をした人物。上級生、下級生いずれも1対1で行うものであり、複数の「姉」、「妹」を持つことは出来ない。そのため、「スール関係にある」=「特別に親しい」とみなされる。通常、上級生が下級生にロザリオを授ける事でスール関係が成立する。授けるロザリオは、自身がかつて「姉」から授かった物でも、新たに用意した物でもよい。本来、ロザリオを首にかけて授受するという習慣はないが、これはスールの関係がより強い絆でつながっていることを表現するための作者の演出である。なお「スール（sœur） 」とはフランス語で「姉妹」のこと。この用語については作中「キリスト教の学校ゆえに「シスター」だと「修道女」と混同してしまうためフランス語が用いられているのであろう」と説明されている。
リリアン女学園においてこのような慣習が生まれたのは、幼稚舎から中等部にかけて厳しい規則があるのに対し、高等部からは規則が比較的緩やかになることから、自分たちの行動は自主的に規律正しくするべきであるとの考えによる。この慣習が「スール」=「姉妹」と呼ばれるのは姉が妹を想う様に厳しくも優しく導くのが理想とされているためである。あくまで生徒の自主的な活動なので、姉も妹も持たない生徒も少なくない（主要人物では武嶋蔦子、細川可南子などが該当する）が、生徒会役員など要職にある者の場合は「妹を持つ」=「後継者を確保する」という意味合いも持つので、妹を持つことが半ば不文律になっている。
女学生同士で「姉妹」関係を作るということは、大正・昭和初期の「女学校」では流行としてわりと行われていたことであり、「S（シスターの略）」とも呼ばれた。こうした文化は、少女小説の元祖的存在である吉屋信子の作品にも描写されている。
- ソロリティ（sorority）は、欧米の学校に実在する女性のみによって構成された結社であり、メンバーは、お互いを「姉妹」とみなして結束と秘密を保つ。入会するには現役のメンバーから勧誘を受け、修練期間を経なければならない。また、入会時には特別な儀式（バッジの受け渡しなど）が行われる。なお、語源はラテン語で姉妹を意味する「soror」（スールー）であり、フランス語の「sœur」（スール）と同語源である。
- 宝塚音楽学校では、本科生が予科生の指導をするという長年の慣わしが有る[9]。
- 女系社会である中国湖南省には、気の合う若い女性同士複数人が擬似姉妹の契りを結ぶ『結交姉妹』文化が有る[10]。
- 山形県・鶴岡市大岩川の浜中周辺には12歳前後の女子同士が藁の籤を引いて義理の姉妹に成り合う「ケヤキ姉妹」という風習がある[11][12]。
- 静岡県裾野市の不二聖心女子学院中学校・高等学校と札幌市の札幌聖心女子学院中学校・高等学校では高校3年生の最上級生が中学1年生の新入生と1対1でペアになり1年間学校生活や寄宿舎生活について指導をする「エンジェル制度」がある[13][14]。
- 宮崎県立五ヶ瀬中等教育学校には出席番号順に割り振られたファミリー制度という、班に学年1人もしくは2人ずつ集う班編成にて兄弟姉妹かのような絆を深めるシステムがあり、各班（ファミリー）には、パパ、もしくはママ役の教師が一人ずつ担当し、メンタル面でのサポートにも事欠かない。ファミリーは、男子班が19班、女子の班が11班全30班となっている。最上級生の6年生から、長男もしくは長女、5年生は次男もしくは次女といった具合に呼ばれ、本当の兄弟姉妹かのように呼ばれる。

姉（お姉さま、グラン・スール）
スール関係にある上級生と下級生のうち、上級生のことを指す。制度上は単に「姉」なのだが、作中では記述形式上、ほとんどの場合「お姉さま」と表現されている。スール関係にある上級生を呼ぶ時は「お姉さま」と呼ぶのが慣習である。逆に、姉にあたる上級生が妹にあたる下級生を呼ぶ時は、名前を呼び捨てにすることがほとんどである。スール関係にない特定の上級生を「お姉さま」と呼ぶのは大変な非礼になる。ただし、複数の上級生を「お姉さま方」と呼ぶことは問題ない（「先輩方」と同義である）。「グラン・スール」はフランス語で「姉」。
妹（プティ・スール）
スール関係にある上級生と下級生のうち、下級生のことを指す。「プティ・スール」はフランス語で「妹」。
おばあちゃん
妹から見て姉の姉に当たる人物のこと。ただしこの用語を使うのはこの定義に該当する本人のみで、周りからそのように呼びかけたりはしない。例：「おばあちゃんとしては気楽にかまえさせていただくわ」
孫
姉から見て妹の妹に当たる人物のこと。

### 山百合会
リリアン女学園高等部生徒会の名称。当然ながら高等部の全生徒が山百合会会員であり、役員のみを指す呼称ではない。選挙で選ばれる役員は紅、白、黄の3人の薔薇さまだけだが、3人だけでは手が足りないため、手伝いとして妹である薔薇のつぼみ、さらには薔薇のつぼみの妹が常時働いている。それでも人手不足のときは、メンバーがクラスメイトや友人などに手伝いを頼むこともある。また、次期幹部候補となる優秀な生徒を薔薇のつぼみもしくは薔薇のつぼみの妹とするため意図的に手伝いをさせ、スールとなるよう画策することもある。
アニメでは第1期・第2期（どちらもテレビアニメ）の製作委員会の名称にもなっており、第3期(OVA)では「山百合会2」、第4期（テレビアニメ）では「山百合会3」となっている。
薔薇の館
山百合会本部として使われている建物の通称。高等部校舎の中庭にあり、木造2階建て（アニメでは洋風の下見板張りの建物で、階段室の窓に薔薇を模したステンドグラスが飾られている）。1階には受付にもなる玄関ホールと物置として使われている1室があり、2階には実際の執務に使われる大部屋1室だけがある。電気・水道設備はあるが老朽化が激しく、階段の軋みや冬場の水道凍結などの問題もある。電気ポットでお湯を沸かしてのお茶会シーンが度々登場するが、お茶やお茶菓子は生徒会予算ではなく有志からの持込で賄っているのが内実である。しかし、校舎から離れて建つ独特のたたずまいと、常駐している薔薇さまたちの高貴なイメージから、縁のない生徒たちにはいささか近寄りがたいところであるらしい。最初の訪問では祐巳も随分緊張していた（1巻）。その後は各種イベントに使われたこともあって、一般生徒との垣根も多少は低くなっている様子である。
薔薇さま
山百合会役員（生徒会長）であり、リリアン女学園高等部を代表する、3人の生徒のこと。生徒会長・副会長・書記・会計といった役職・役割を、同等に分担して受け持つとされている。薔薇さまは、3学期に行われる生徒会役員選挙で選出される。
3人の薔薇さまは、各々、紅白黄の3色で呼び分けられる。また、薔薇さまは、「ロサ」に始まる別名（称号）を持つ。これは、それぞれ赤・白・黄色の花を咲かせる代表的な原種のバラの学名で、この名で呼びかける際には「さま」を付けない。なお、色の違いによる上下関係などは作中特には見られない。
紅薔薇さま（ロサ・キネンシス）
白薔薇さま（ロサ・ギガンティア）
黄薔薇さま（ロサ・フェティダ）
薔薇のつぼみ
薔薇さまの「妹」にあたる下級生を指す称号。次期薔薇さま候補として、「姉」にあたる薔薇さまの名に、つぼみの意味のフランス語「アン・ブゥトン (en bouton) 」をつけて呼ばれる。
紅薔薇のつぼみ（ロサ・キネンシス・アン・ブゥトン）
白薔薇のつぼみ（ロサ・ギガンティア・アン・ブゥトン）
黄薔薇のつぼみ（ロサ・フェティダ・アン・ブゥトン）
薔薇のつぼみの妹
薔薇のつぼみの「妹」にあたる下級生。「姉」にあたる薔薇のつぼみの名に、妹の意味の「プティ・スール」をつけて呼ばれる。
紅薔薇のつぼみの妹（ロサ・キネンシス・アン・ブゥトン プティ・スール）
白薔薇のつぼみの妹（ロサ・ギガンティア・アン・ブゥトン プティ・スール）
黄薔薇のつぼみの妹（ロサ・フェティダ・アン・ブゥトン プティ・スール）
山百合会幹部
山百合会の中心人物たちのこと。「薔薇の館の住人」とも呼ばれる。概ね、全ての「薔薇さま」、「薔薇のつぼみ」および「薔薇のつぼみの妹」をまとめて指す際に使われているが、時折「薔薇さま」だけを指している場面もある。
生徒会役員選挙
次年度の生徒会役員、すなわち「薔薇さま」を選出する選挙。毎年1月の最終土曜日に1･2年生（卒業間近の3年生は除外）による投票が行われる。投票日の3日前には、候補者たちによる立会演説会が実施される。通常、現任の薔薇さまと共に生徒会活動を経験した「薔薇のつぼみ」（薔薇さまの妹）が次期薔薇さまに繰り上がる。このため、つぼみの他に候補者が出ることは稀で、多くの場合は薔薇のつぼみ3人への信任投票となる。
ヴァレンタインデー次期薔薇さまのお宝探し大会
新聞部主催。新聞部が半ば強引に始めた行事。以後、ヴァレンタイデーの恒例行事となる。アン・ブゥトンが校内に隠した紅・白・黄のカードを制限時間内（1時間）に探し当てた生徒に、探し当てたカードとアン・ブゥトンとの半日デート権が与えられる。なお、参加賞として、一口サイズのチョコがもらえる。
- 第1回当選者と隠し場所及びデート場所
紅：なし、温室のロサ・キネンシスの根元
白：蟹名静、委員会ボード
黄：田沼ちさと、図書館の中、映画館及び公園
- 第2回当選者と隠し場所及びデート場所
紅：松平瞳子、祐巳が座っていた椅子の座布団の上、山の麓の松平病院
白：なし・井川亜実（不在者票・最も近い予想を立てた）、職員用駐車場の（青田先生の）車の下、薔薇の館会議室（千保、蔦子、笙子が合流）
黄：田沼ちさと、職員室の外壁、前回と同じコース及び動物園

### その他
相手の呼び方など
リリアン女学園では、相手を呼ぶ時、名前に「さま、さん、ちゃん」といった敬称を付けて呼ぶのが慣例である。上級生には「さま」を付け（卒業生にもそのように呼びかけることがある）、同級生には「さん」を付け、下級生には「さん」か「ちゃん」を付けて呼ぶ。ただし、親しい間柄の同級生・下級生（特にプティ・スール）には呼び捨てにすることがある。
ちなみに苗字で呼ぶことは少なく、また、上級生に「先輩」と付けて呼ぶことと、ニックネームで呼ぶことはほとんどない。
ごきげんよう
リリアン女学園内での標準的な挨拶の言葉。時間帯問わず、出会いの時も別れの時も用いられるので、祐巳曰く「合理的な挨拶」。
マリア様
リリアン女学園では聖母マリアが信仰されている。その加護を信じる生徒は多く、登下校時には正門正面奥のマリア像に手を合わせる（校則で決まっている訳では無いので、実施しない生徒もいる）。また、問題を抱えている時やイベント（ヴァレンタインなど）時などにマリア像に祈る姿がよく見られる。
マリア様のお庭
リリアン女学園の別名。
『リリアンかわら版』
リリアン女学園高等部新聞部が発行する学園新聞の名称。基本的には週刊だが、イベント時などには号外も発行する。ゴシップ紙的な面も持ち、学園内の有名人である薔薇さま姉妹などはターゲットにされやすい。そのため山百合会幹部と新聞部とは緊張感のある関係であるが、協力し合うこともある。高等部の象徴であるスールや薔薇ファミリーを題材にすることが多く、高等部独特の世界に憧れる中等部生徒にも人気の読み物。特に、第1回ヴァレンタインデー次期薔薇さまのお宝探し大会での、生徒たちから逃げ回る祐巳の記事を掲載した号は、異例の発行部数になり、祐巳の人気に火をつけるきっかけになった。

## 既刊・各話詳細

### 文庫各巻
マリア様がみてる
憧れの小笠原祥子に身だしなみを整えてもらった事をきっかけに、福沢祐巳が薔薇の館を訪ねると、学園祭の劇について揉めていた。王子役として花寺学院の生徒会長が来る事を聞き、シンデレラ役の祥子が辞退を望んだ為である。役から逃げる為に祥子は祐巳を妹にすると言うも、祐巳はその申し出を断る。話し合いの末、学園祭までに妹にできたら降りてもいいが、その代役は祐巳が務める事になる。祐巳もその時に備えて練習に加わり、周りに溶け込んでいく。王子役の柏木が祥子の婚約者だと知った祐巳は、役を引き受けようとする。しかし祥子は同情を嫌い、申し出を受けずに役を勤める決心をする。学園祭が終わり、もう祥子と会う事もないと黄昏れる祐巳に、祥子がスールの申し込みをした。そして祐巳は、その申し出を受け入れた。
マリア様がみてる 黄薔薇革命
従姉妹で幼馴染みの支倉令と島津由乃はベストスール賞をもらう程だったが、由乃がロザリオを返し姉妹関係が解消される。新聞部の三奈子は「黄薔薇革命」とのタイトルで、忙しい令の事を考え、由乃が身を引いたと書き立て、大騒ぎとなる。そんな中、沈黙していた由乃が祐巳を病院に呼び、真相を明かす。噂話とは逆に、由乃がいないと駄目な令が強くなる様にと姉妹の解消をしたとの事だった。由乃自身も、逃げていた手術を受け入れ、強くなろうと決心した。手術の日は剣道大会の日。令は延長戦の末、リリアンを優勝へと導く。学校に復帰した由乃は令をマリア像の前に呼び出し、もとの姉妹に戻った。
マリア様がみてる いばらの森
表題作「いばらの森」と、聖が2年生のときのエピソード「白き花びら」を収録。
いばらの森
女子高生セイとカホリの同性愛、駆け落ち、無理心中、そしてカホリの死が書かれた 「いばらの森」は、須加星による小説である。須加星は佐藤聖ではないかとの噂から、聖は学園長に呼び出される。聖は既に転校した栞との過去を由乃達に語り、そっくりだが作者では無いと断言する。須加星は栞なのか? 真相を求める由乃は、祐巳達をつれて宮廷社に向かう。そこで作者の須加星こと春日せい子と話をする。死んだはずのカホリは佐織という名で、何十年ぶりかの連絡を受け、生存を知ったという。12月24日、祐巳と聖は学園長室に向かうせい子と会い、聖は案内役を引き受ける。そこで祐巳は、学園長の名が佐織であることに気付く。
白き花びら
2年生になった聖は、栞と親しくなっていく。蓉子は心配し、栞が将来シスターになることを教えて諭そうとしたが、聖は栞にシスターにならないよう求め、キスをした。しかし栞に拒まれた聖は成績が悪化し、学校からの指導で栞との関係にも言及されるようになる。クリスマス・イブの日、聖と栞は駆け落ちを計画したが、待ち合わせた駅に栞は現れず、代わりに現れたのは聖の姉だった。聖は栞からの手紙を受けとり、栞が転校する事を知る。その後、聖は周りの助けを受けつつ立ち直った。

マリア様がみてる ロサ・カニーナ
例年にない生徒会役員選挙で大騒ぎとなる表題作「ロサ・カニーナ」、祐巳が祥子の家で過ごすお正月「長き夜の」を収録。
“リリアンの歌姫”蟹名静が初登場。
ロサ・カニーナ
生徒会役員選挙にロサ・カニーナを名乗る蟹名静が出馬する。静が役員になれば、つぼみの内1人は役員になれない。志摩子は姉が卒業すれば未練はないと立候補を避ける。不立候補の理由を2年連続役員になる事を嫌ってと考えた静は、志摩子を妹とする事を提案し、そうする事で祐巳達と同期役員をやるよう勧めた。しかし志摩子は提案を断わって立候補し、静は落選した。静は聖に告白し、渡伊する事を伝え、聖は餞別としてキスした。
長き夜の
元旦の合宿に聖が祐巳を誘う。2人での初詣を経て、連れてこられた宿は祥子の家だった。そこには友人宅に宿泊に行った弟の祐麒と、祐麒を友人から奪ってきた柏木もいた。騒ぎながら、食べたり、ゲームをしたりして夜を迎えた。寝る前にはいい初夢を見られるように願った。

マリア様がみてる ウァレンティーヌスの贈り物（前編）
バレンタインデーに実施される“宝探し”イベントの話「びっくりチョコレート」、令からプレゼントに困惑する江利子と由乃の話「黄薔薇交錯」。バレンタインデーをめぐる2つのエピソードを収録。
びっくりチョコレート
祐巳はバレンタインデー (V.D.) に祥子に手作りチョコを贈る事にする。新聞部からV.D.に宝（カード）探しの企画が持ち込まれる。賞品はつぼみとの半日デート券。企画の為に祥子と会う事が減り、さらに祥子がV.D.を嫌いらしいと知り、祐巳は祥子に対してうまく振舞えない。V.D.当日、志摩子と令のカードは発見されたが、祥子のカードは見つからなかった。その後、祐巳はいきさつを正直に話し、祥子もV.D.にではなく、親しくないのにチョコを贈る一般生徒に辟易していた事を伝える。祐巳はチョコを差し出すが、失敗作を出してしまう。取替えようとしたが、祥子が離さず成功作共々箱が壊れて散らばってしまう。祐巳は「びっくりチョコレート」と名付け、当たりを引くと美味しい事にする。祥子は美味しいと言い、当たり賞品は何か尋ねた。祐巳はそこまで考えていなかったが、半日デートを申し込んだ。
黄薔薇交錯
放課後、令は由乃と江利子にケーキを贈った。由乃は年々大きくなる令のチョコに恐怖していたが、今年は意外と小さかった。逆に江利子には大きい物が届いた。2人とも渡す相手を間違えたのではと悩むが、令からの連絡も無いので仕方なく食べた。何も気付いてない令は満足して寝た。

マリア様がみてる ウァレンティーヌスの贈り物（後編）
バレンタインデーをめぐるエピソードの続巻。祥子と祐巳、志摩子と静、令と田沼ちさとの3つのエピソードが同時進行で展開する「ファースト デート トライアングル」、祥子を慕う同級生・鵜沢美冬のエピソード「紅いカード」、バレンタインの蓉子の心境を追った話「紅薔薇さま、人生最良の日」を収録。
ファースト デート トライアングル
祥子と祐巳、志摩子と静、令と田沼ちさとのそれぞれが日曜日に半日デートをする。さらに取材に来た三奈子と蔦子、令の事が頭から離れない由乃が交錯する。祐巳達は祥子が経験したことの無い庶民的な店を回る。静達は食べ物を買って学校に忍び込み、薔薇の館で食事をし、聖について語り合った。薔薇の館に一人で戻った志摩子は、静に呼び出されていた聖に会い、泣いた。令達は、映画とウィンドウショッピングを楽しんだ。ちさとは由乃が見ている事に気付き、これ見よがしに甘えてみせた。家に帰った由乃にちさとが会いに来た。令とのデートを自慢しようとしたが、デート中の令が由乃の話ばかりだった事に立腹し、泣き出す。そんなちさとを由乃は抱きしめた。
紅いカード
鵜沢美冬は転校後も幼稚舎時に世話になった祥子を慕い続けていた。高等部からリリアンに戻ったものの祥子は美冬の事を覚えておらず、親しくなるきっかけが作れない。2年生のV.D.の朝、偶然古い温室に入っていく祥子を見て、カードを手に入れる。元に戻さなければと思いつつ戻せないまま宝探しが始まった。温室に祐巳が来たが、カードが出てくるわけがない。見つかったら二人で申請しに行こうと言う人のいい祐巳を前に、真実を打ち明けようとするも勇気が出ない。宝探しが終わった後にカードを埋めなおし、気持ちを伝えられない事を自省し、自分を変えようと決心した。
紅薔薇さま、人生最良の日
V.D.に大学受験が重なった蓉子は大変な日だった。宝探し最中のリリアンに戻り薔薇の館に入ると、宝探しそのものよりも薔薇さまやつぼみと話したい一般生徒で溢れていた。宝探し終了直前に窓を開けると集合場所の中庭に集まってくる生徒達がまるで薔薇の館を目指しているように見えた。薔薇の館が一般の生徒で賑わう事を夢見ていた蓉子は感激した。

マリア様がみてる いとしき歳月（としつき）（前編）
江利子のスキャンダルに学園中が大騒ぎになる「黄薔薇まっしぐら」、行事の準備に頑張りすぎた祐巳の「いと忙し日々」、江利子と“熊男”山辺の出会い「一寸一服」を収録。
黄薔薇まっしぐら
江利子が色々な男とデートしている噂が流れ、蔦子は調査した現場写真を祐巳に渡す。困った祐巳は色々な助言を聞き、真相を知ろうとするが、江利子の様子から悪い方へと考えが進む。リリアンかわら版では噂を元とした小説が発表されて大騒ぎとなる。江利子が生活指導室に呼ばれるが、写真の男はいずれも江利子の家族であった。ただし1人だけは家族ではなく、花寺学院の教師山辺だった。江利子は風変わりな山辺に惚れ込み、2人は友達として付き合うことになった。
いと忙し日々
3年生を送る会の為に大忙しだったつぼみ達は、自分達と薔薇さまとの内々のお別れ会の準備を忘れていた。祐巳は聖から1年生が隠し芸を行うのが恒例だと聞く。当日3年生を送る会は無事終わり、薔薇さまを送る会の1年生による隠し芸が始まる。恒例というのは嘘だったが、由乃の手品、志摩子の日舞、祐巳の安来節を見て薔薇さま達は大満足した。大笑いしている祥子を見た蓉子は、以前からは考えられないとその変化を喜び、安心して卒業できると思った。
一寸一服
江利子は動物園で熊のような男にあった。動物を夢中で見てる男と話し、恐竜の話を聞かされた。動物だけでなく、自分まで恐竜に見立てて話をしてくれたその男とずっといたいと江利子は思った。

マリア様がみてる いとしき歳月（としつき）（後編）
卒業を控えた蓉子・聖・江利子がそれぞれで1年生に想いを託す「will」、卒業式の薔薇さまの想いが交錯する「いつしか年も」、聖と志摩子の出逢いを描いた「片手だけつないで」を収録。
will
蓉子は祐巳をからかいながら、自分が卒業した後の祥子の事を頼む。江利子は由乃を呼び出し、様々な勝負を楽しむ。3年生の教室に1人佇む聖に会った祐巳は、できる事はと訊ねると、冗談半分にキスをせがまれ慌ててしまう。一度は逃げたものの、最後だからと思い直し頬にキスをする。聖は祐巳を抱き寄せて1年を振り返り、祐巳と出会えたことに感謝した。ところが翌日、志摩子から聖の大学が同じ敷地のリリアン女子大学と聞いた祐巳は、聖に抗議した。しかし話してるうちに怒りは消え、これからもすぐ会える事を嬉しく思った。
いつしか年も
卒業式当日にも他人の世話を焼く蓉子。緊張感無く睡魔に襲われる聖。山辺が来るのを心待ちにしている江利子。卒業式でありながら薔薇さま達はいつもと変わらない。昔を回想しているうちに、聖歌が始まった。卒業式も終わり薔薇の館の面々で集まった。聖と江利子は幼稚舎時代の喧嘩を謝りあった。マリア像の前で蔦子に写真を撮ってもらい、三人の薔薇さまはさよならも言わずに別れた。
片手だけつないで
聖は志摩子に惹かれるも、栞との事を思い出し動けない。蓉子の計らいにより志摩子は手伝いとして薔薇の館に度々呼ばれる様になる。聖は卒業した姉の言葉を守り、一歩引いた所から志摩子を眺め、満足した。秋になり、誰の妹にもならず生徒会に尽くしている志摩子の立場を考え、祥子が自分の妹にしたいと言い出す。祥子を問いつめる内に、志摩子への気持ちがはっきりした聖は、授業開始直前に志摩子を教室から連れ出し姉妹となった。

マリア様がみてる チェリーブロッサム
志摩子と乃梨子が出会う「銀杏の中の桜」（雑誌『Cobalt』 1997年2月号掲載「マリア様がみてる」を再構成）、秘密を抱える志摩子に祥子たちが一芝居をうつ「BGN（バックグラウンドノイズ）」を収録。この2話は、同じエピソードを別の視点で描いている。
この巻より、祐巳たちは2年生に進級。二条乃梨子、松平瞳子が初登場。
銀杏の中の桜
銀杏並木に1本だけある桜の下で乃梨子は志摩子と出会い、小寓寺で再会する。志摩子は住職の娘であり、家が寺なのにシスターを目指す苦悩を打ち明け、乃梨子は守秘を約束する。それから2人は桜の下で会うようになり、乃梨子は白薔薇と親しい事を妬まれる様になった。乃梨子は志摩子に数珠を借りるが、盗難に遭ってしまう。忙しい志摩子に盗難を伝えられないままマリア祭が終わり、新入生歓迎会が始まる。薔薇さま達が新入生に順におメダイを渡す。乃梨子の番で瞳子が待ったをかけて数珠を出し、乃梨子にメダイを受け取る資格が無いと主張する。乃梨子は詰問を受けるが、志摩子の事は漏らさない。見かねた志摩子が飛び出し、自分の数珠で、自分が寺の出である事を明かす。乃梨子は志摩子に抱きついた。
BGN（バックグラウンドノイズ）
令の祖父は小寓寺の檀家で、志摩子の悩みは既に知られていた。志摩子の口から悩みを言わせて楽にさせる為、乃梨子が志摩子と親しい事を利用する事になった。新入生歓迎会当日、祥子達は志摩子達を会わせず、瞳子を使って乃梨子が志摩子から預かった数珠を盗む。祥子達は歓迎会で芝居をして志摩子に家が寺であることを打ち明けさせた。
マリア様がみてる レイニーブルー
梅雨の時期。紅薔薇、白薔薇、黄薔薇それぞれの姉妹に危機が訪れる。乃梨子のことで悩む志摩子を描いた「ロザリオの滴」、由乃の剣道部入部で令が由乃と距離を置くようになる「黄薔薇注意報」、祥子と瞳子に疑心暗鬼する祐巳を描いた表題作「レイニーブルー」を収録。3つのエピソードが同時進行する構成で、同じ場面が別の視点で交錯する。
ロザリオの滴
歓迎会から半月、志摩子と乃梨子は姉妹になるわけでも、薔薇の館へ乃梨子が来るわけでもなかった。祥子達は乃梨子を薔薇の館へ呼び、仕事を手伝わせる。祥子は些細な事で乃梨子を責め、親しい志摩子に上級生としての責任を求めた。乃梨子は志摩子を庇おうとするも、志摩子は耐えきれず薔薇の館を飛び出す。乃梨子は祥子の意図を理解し、桜の下で泣いていた志摩子にロザリオを望み、2人は姉妹になった。
黄色薔薇注意報
由乃の剣道部入部に令が猛反対して喧嘩になり、由乃は入部を強行する。令は由乃との関係を見直そうと言い出す。2人が話し合う中で、令は由乃の身体の心配よりも、由乃がいると平静を保てない自分の心の問題の方が大きい事を自覚する。そんな弱い令の為、由乃は剣道部に居続け、令はもう少し頑張る事にした。
レイニーブルー
祥子は理由も言わずに祐巳とのデートを延期し続ける。祐巳は瞳子が祥子と親しげなのを見て嫉妬しつつも我慢する。日曜日に祥子が瞳子達とドライブに行っていた事を知り、悪い方へと考えが進む祐巳はロザリオを返す事も考え、薔薇の館も避け始めた。帰り際に祥子と話そうとした時に瞳子が現れ、祐巳は祥子が待っていたのは自分ではないと知ってその場から逃げだし、通りがかった聖に救われる。祥子と瞳子は一緒に迎えの車で去ってしまった。

マリア様がみてる パラソルをさして
すれ違いの末、雨の中、祥子に置き去りにされた祐巳は深く傷つき、そこへ瞳子の追い討ちをかける。その頃、祥子は原因不明の長期欠席を続けていた。
この巻で加東景が初登場。
祥子に置き去りにされた祐巳は、聖達に救われ、加東景の下宿の世話になる。翌日、瞳子が祐巳を挑発し、2人の衝突は学園中に広まった。景の下宿にお礼に行くと景は不在で、祐巳は大家の池上弓子と話をする。弓子は祐巳を励ますと共に自分の学生時代を回想する。翌週、落ち着きを取り戻した祐巳は久しぶりに薔薇の館に赴く。祐巳は瞳子に祥子の様子を聞き出そうとするが瞳子は逃げ出し、2人はリリアン女子大学で弓子に会う。弓子は昔喧嘩別れした友人に会いに病院へ向かう所だった。週末、蓉子達が学校に現れ、祥子の祖母彩子の家に祐巳を連れて行く。話を聞いた彩子が祐巳を気に入り病状を伏せるよう頼んでいた為、祥子は彩子の見舞いで忙しい事を祐巳に言えなかったのだった。彩子が亡くなった後、祥子と祐巳はこれまでの事を互いに許し合った。亡くなる直前、昔喧嘩別れした友人が来院したと言う。祐巳の脳裏には弓子の事が思い浮かんだが深くは詮索しなかった。

マリア様がみてる 子羊たちの休暇
夏休み、祐巳は、祥子に招かれて小笠原家の別荘で楽しいときを過ごす。しかし、そこには憧れの存在・祥子のそばにいる祐巳を快く思わない別荘地のお嬢さまたちが罠を張って待ち構えていた。
夏休み直前のある日、祐巳は「遊園地デート」の件を祥子に切り出すが断られてしまうも、代わりに祥子は小笠原家の別荘に祐巳を誘う。別荘に着いた2人は楽しく穏やかな時間を過ごす。しかし、お金持ちの令嬢仲間である綾小路菊代、京極貴恵子、西園寺ゆかりの3人が2人の別荘滞在を聞きつけ、邪魔をしようと次々に嫌がらせを画策する。そんなある日、2人は西園寺家のパーティーに招待される。危険を感じながらも、覚悟を決めた祥子と祐巳はパーティーへと向かう。

マリア様がみてる 真夏の一ページ
夏休みに起きた3つのエピソード、祥子の男嫌いを克服するための大作戦が発動する「略してOK作戦（仮）」、乃梨子のボーイフレンド・タクヤ君の情報をキャッチした真美がデート現場に張り込む「おじいさんと一緒」、令の日記に由乃がツッコミを入れる短編「黄薔薇☆絵日記」を収録。
略してOK大作戦（仮）
リリアン女学園と隣の男子校である花寺学院は、生徒会幹部がお互いに相手方の学園祭の手伝いをするというのが伝統となっている。しかし、今年の紅薔薇様である祥子は極度の男性恐怖症。このままでは花寺の手伝いに支障があると感じていた祐巳は、花寺に通う弟の祐麒に花寺生徒会と山百合会メンバーとの会合を打診される。これをきっかけに祐巳は祥子以外の山百合会メンバーと相談して作戦を練る。作戦名「OK大作戦（仮）」の立案からその結末までを描く。
おじいさんと一緒
新聞部に籍を置く三奈子と真美の姉妹は、「リリアンかわら版」に載せる記事のために夏休み中も山百合会の情報収集に余念がない。そんなある日、2人は乃梨子が志村タクヤなる大学生とデートの予定という未確認情報を入手した。三奈子にこのスクープをものにするように命じられた真美は、カメラ持参でデートの待ち合わせ現場を見渡せる喫茶店にて張り込みを始めた。そこで偶然相席となった老紳士と真美の会話を軸に、志村タクヤの正体が判明するまでを描く。
黄薔薇☆絵日記
令と由乃の黄薔薇姉妹が過ごした夏休みの一部を、令の日記を由乃が読んで回想する。令の妄想と由乃の突っ込みを交えた数ページの短編。

マリア様がみてる 涼風（すずかぜ）さつさつ
物語前半部は可南子の祐巳に対する挙動を中心に花寺学園祭の前日までを、物語後半部は花寺学園祭で祐巳が遭遇した災難とその結末をそれぞれ描いている。
この巻で細川可南子が初登場し、祐巳の妹候補と目されるキャラクターが出揃った。
OVA『マリア様がみてる3rdシーズン』のエンディングテーマ「Chercher 〜シャルシェ〜」の歌詞はこの話における祥子と祐巳のあるエピソードが元になっている。
学園祭シーズンを迎え、例年どおり男子校・花寺学院の学園祭を手伝うことになった山百合会の面々と、いつからか祐巳を慕い手伝いに来るようになった1年生の細川可南子。次第にエスカレートする彼女の行動に祐巳は不気味さを覚えるのだった。
花寺学園祭当日、山百合会が手伝いとして参加したイベントは、祥子のがんばりもあり、特にトラブルもなく後半にさしかかっていた。そんな中、祐巳は祥子のためにイベントを中座し、ひとりで花寺の生徒会室に向かったが、ある同好会の愚挙に巻き込まれてしまう。

マリア様がみてる レディ、GO!
気まずい仲を修復するため、祐巳は可南子に賭けを持ちかける。しかし、その真意がわからない瞳子は直接祐巳に問いただすのだった。前黄薔薇さまの江利子も暗躍する波乱含みの体育祭。
マリア様がみてる バラエティギフト
4つの短編を表題作「バラエティギフト」で繋ぐ構成をしている。短編は「降誕祭の奇跡」（雑誌『Cobalt』 2003年12月号初出）、内藤笙子が初登場する「ショコラとポートレート」（同2003年2月号初出）、「羊が一匹さく越えて」（同2003年4月号初出）、江利子の物思い「毒入りリンゴ」（書き下ろし）を収録。
バラエティギフトI-V
江利子から薔薇の館に贈られたお菓子のバラエティギフト。由乃は裏があると疑う。
降誕祭の奇跡
高等部の教師・鹿取真紀の前に現れた二つの“奇跡”の話。
小学校6年生の黒須ひかりは、入院した病院でリリアンの生徒「キョウコ」と出会い、スールになる約束をする。しかし、中等部に入学したひかりは、スール制度は高等部にしかないと聞いて愕然とする。
高等部3年生の真紀は、友人の安倍美嘉が渥美先生に恋をしていることを知る。しかし、真紀はその恋が実らないことを知っていた。
ショコラとポートレート
中等部3年生の内藤笙子は、高等部の制服を着て、山百合会主催のバレンタイン“宝探し”イベントに潜入する。
羊が一匹さく越えて
リリアン女学園高等部に外部から入学した二条乃梨子。入学案内の「当日までに準備するもの」リストにある“白ポンチョ”という謎の文字に首をひねるのだった。
毒入りリンゴ
バラエティギフトの箱を渡した後に寄ったリリアン女子大学で、江利子は聖に、山辺から娘に会ってくれと言われたことを打ち明ける。

マリア様がみてる チャオ ソレッラ!
祐巳たちの修学旅行を描く表題作「チャオ ソレッラ!」のほか、初の祥子視点の短編「紅薔薇のつぼみの不在」を収録。作中では、登場人物が「チャオ ソレッラ(Ciao sorella)」をイタリア語で「ごきげんよう、お姉さま」の意と説明しているが(P145)、「Ciao」は同輩・格下に用いられる挨拶であるため、実際は不適当である。
チャオ ソレッラ!
祐巳たち2年生はイタリアへの修学旅行に。ローマ、フィレンツェなどを訪問する途中、佐藤聖の影がちらついたり、留学中の静に再会したりする。
紅薔薇のつぼみの不在
祐巳たちがいない薔薇の館で祥子と可南子が向かい合う。

マリア様がみてる プレミアムブック
テレビアニメ『マリア様がみてる』（第1期）の全13話のダイジェスト及び次回予告、設定資料、声優陣へのインタビューなどのほか、ひびき玲音のマンガ版『マリア様がみてる』の「祭りの前」（雑誌『Cobalt』2003年10月号初出）や書き下ろし短編小説「Answer」も収録している。
Answer
蓉子と祥子の出会い。蓉子には、自分の存在をもてあましている祥子の姿が、街を壊す怪獣の姿と重なって見えていた。
同書収録の声優インタビューでの蓉子役・篠原恵美と祥子役・伊藤美紀のリクエストに応えたもの。

マリア様がみてる 特別でないただの一日
山百合会主催の学園祭舞台劇の演目が発表され、祐巳は主役を演じる羽目に。一方、先輩と対立した瞳子は演劇部を飛び出してしまう。また、この巻で可南子の秘密が明らかになる。髪型の特徴をとらえた瞳子のあだ名“ドリル”が初めて原作で使われた(P171)。
マリア様がみてる イン ライブラリー
“図書館”をキーワードにまとめた短編集で、5つの短編を表題作「イン ライブラリー」で繋ぐ構成。静が登場する「静かなる夜のまぼろし」（雑誌『Cobalt』 2004年12月号初出）、初の瞳子視点の短編「ジョアナ」（書き下ろし）、「チョコレートコート」（雑誌『Cobalt』 2004年2月号初出）、「桜組伝説」（同2004年4月号初出）、「図書館の本」（同2004年8月号初出）を収録。
イン ライブラリーI-VI
薔薇の館で居眠りをしてしまった祐巳が目覚めると、「図書館に行ってきます」という祥子の置き手紙が。ところが、瞳子から図書館では見かけなかったと言われ、探しに出かける。
静かなる夜のまぼろし
クリスマス・イブ。ひとり暗闇の中でマッチの灯す炎を見つめながら、蟹名静は心の深みに陥っていく。
ジョアナ
前巻『マリア様がみてる 特別でないただの一日』で、祐巳が瞳子に演劇部に戻るよう促したエピソードを瞳子視点で描く。
チョコレートコート
通学の朝の電車でいつも一緒になる、気になるあの子。高等部2年生に進級した白川寧子は、彼女を見つけて妹にするが、人違いに気づく。やがて、本物が現れる。この話に関連すると思われるエピソードが『マリア様がみてる レイニーブルー』で語られている。
桜組伝説
リリアン女学園高等部の第2学年だけにしか存在しない“桜組”。その理由は謎に包まれ、様々な伝説が生まれていた。
図書館の本
ある日、高等部1年生の祝部（ほうりべ）みきは、温室で憧れの3年生“さーこ”さまを見つける。眠っている彼女の姿はまるで妖精のようで、みきは、しばし見とれてしまうのだった。“さーこ”というキーワードは、『マリア様がみてる くもりガラスの向こう側』にも登場している。

マリア様がみてる 妹（スール）オーディション
江利子と約束した妹選びの期限が迫り、由乃は焦りのあまり妹（スール）のオーディションを提案。祥子は祐巳を参加させようとし、さらに翌日、その話はなぜか新聞部に伝わっていた。そんな中、可南子に呼び出された祐巳は、あることを告げられる。有馬菜々が初登場するほか、本編にからむ形では初めて内藤笙子が登場した。
マリア様がみてる 薔薇のミルフィーユ
菜々と由乃の小冒険「黄薔薇パニック」、志摩子の家族関係の一端が明らかになる「白薔薇の物思い」、祐巳と祥子の遊園地デート「紅薔薇のため息」を収録。
黄薔薇パニック
妹候補だという嘘の片棒を担がせた中等部3年生・有馬菜々との待ち合わせ当日、由乃は令がお見合いをすると聞かされ、なぜか菜々と一緒に現場を捜しまわる羽目に。
白薔薇の物思い
学校の帰り道、志摩子が怪しげな男に声を掛けられる。
紅薔薇のため息
祐巳と祥子は長い間の懸案だった遊園地デートに出かけるが、なぜか入り口には祐麒を連れた柏木がいた。

マリア様がみてる 未来の白地図
祐巳と瞳子の関係が動き出す表題作「未来の白地図」、令が祥子にある決意を語る「薔薇のダイアローグ」を収録。
未来の白地図
試験休み、瞳子が家族と衝突して家出する。終業式後、薔薇の館でのクリスマスパーティを中座した瞳子に祐巳はロザリオを差し出す。
薔薇のダイアローグ
小笠原邸を訪問した令は、祥子に由乃と離れるため外部進学すると話す。「未来の白地図」のあるエピソードの前日談に当たる。

マリア様がみてる くもりガラスの向こう側
瞳子に拒絶された祐巳を励まそうと、祥子は小笠原邸で山百合会の新年会を催す。盛り上がる新年会。しかし、楽しい中でも、祐巳は瞳子のいない寂しさを実感するのだった。
アニメ第4期のエンディングテーマ「くもりガラスの向こう」は、この巻のあるエピソードが元になっている。
マリア様がみてる 仮面のアクトレス
由乃と令の関係が新たな段階に入る「黄薔薇真剣勝負」、祐巳たちの生徒会役員選挙を描く表題作「仮面のアクトレス」、祥子と令の内緒話「素顔のひととき」を収録。
黄薔薇真剣勝負
年末に由乃が幼児時代に乗った補助輪付き以来の自転車に挑戦する話と、新年会の翌日、由乃の見守る中、令と菜々が剣道で対決する話。「手を離す」がキーワード。
仮面のアクトレス
新学期、生徒会役員選挙に瞳子が立候補し、祐巳は動揺する。結果は、瞳子の落選に終わると同時に、祐巳と瞳子の仲は完全に破綻してしまう。しかし、瞳子の表情は穏やかであった。
素顔のひととき
役員選挙の説明会と同時刻。妹たちがいない薔薇の館で祥子と令が「素面（すめん）」で語り合う。

マリア様がみてる イラストコレクション
文庫カバーや雑誌『Cobalt』の表紙、カレンダー、ドラマCD、DVDなどに使用されたひびき玲音のイラストを収録。また、マンガ版『マリア様がみてる』の「クリスマス・プレゼント」（雑誌『Cobalt』 2003年12月号初出）、「卒業までに…」（同 2004年2月号初出）、「ひとりの日曜日」（同 2004年4月号初出）、「年の初めの」（同 2004年12月号初出）、「祐巳のヴァレンタイン・イブ」（同 2003年2月号初出）や、令と由乃のロザリオの授受を描いた短編小説「ハレの日」（書き下ろし）も収録している。
ハレの日
高等部入学式の日をベッドで迎えた由乃は、いつも「ハレの日」に参加できない自分を嫌悪していた。

マリア様がみてる 大きな扉 小さな鍵
生徒会役員選挙の直後から、祐巳と瞳子を取り巻く人たちの想いを描写する「キーホルダー」、ついに瞳子の秘密が明かされる「ハートの鍵穴」を収録。
一巻を通じて祐巳視点の無いストーリーは本巻が初めてである（全編小説でない「プレミアムブック」や「イラストコレクション」を除く）。
キーホルダー
乃梨子や祥子たちが祐巳と瞳子を心配するなか、新聞部の真美がバレンタインデーの企画を持ち込む。
ハートの鍵穴
家族や祐巳との関係に悩む瞳子。下校時、偶然に祐巳と出会う。短編「ジョアナ」以外では描かれることのなかった瞳子視点の中編エピソード。

マリア様がみてる クリスクロス
バレンタインイベント“宝探し”をめぐる2つのエピソード、様々な思惑が交錯するイベントの様子を描いた表題作「クリスクロス」、次期薔薇さまの手腕が垣間見える「地図散歩」を収録。初の田沼ちさと視点の描写がある。
“クリスクロス(crisscross)”には、“×印（を付ける）”・“食い違い”という意味がある。
クリスクロス
バレンタインイベント“次期薔薇さまのお宝探し”が進行する中、祐巳の気持ちを誤解していたことに気づいた瞳子はある決意を。
地図散歩
前日談。カードを隠す場所に悩む祐巳たちは校内を地図上で散歩する。アニメ第4期のオープニングテーマ「地図散歩」は、このエピソードが元になっている。

マリア様がみてる あなたを探しに
衝撃の結末を迎えたバレンタインイベント“宝探し”。副賞である“次期薔薇さまとの半日デート”も、平穏には済まないのであった。瞳子自身の口から語られる秘密を前に祐巳の覚悟が明らかになり、祐巳の妹問題は新たな局面に突入する。
マリア様がみてる フレーム オブ マインド
“写真”をキーワードにまとめた短編集で、9つの短編を表題作「フレーム オブ マインド」で繋ぐ構成。「四月のデジャブ」（雑誌『Cobalt』 2007年4月号初出）、「三つ葉のクローバー」（同2006年2月号初出）、「枯れ木に芽吹き」（同2006年12月号初出）、「黄色い糸」（同2006年4月号初出）、「不器用姫」（同2005年4月号初出）、祐巳と可南子の出会いを描いた「光のつぼみ」（書き下ろし）、「温室の妖精」（雑誌『Cobalt』 2005年8月号初出）、「ドッペルかいだん」（同2006年8月号初出）、笙子が写真部の先輩にあることを命じられる「A Roll of Film」（書き下ろし）を収録。
フレーム オブ マインドI-X
“3年生を送る会”での写真対決に出す写真をストックから選んでいる蔦子に、祐巳は下級生から預かった落とし物のフィルムを渡すが、蔦子は自分の物ではないという。
四月のデジャブ
入学直後の事故により1年間の休学を余儀なくされた鈴本いちごは、再び高等部1年生として復帰する。しかし、たびたび遭遇する不思議なデジャブ（既視感）に、困惑を深めるのだった。
三つ葉のクローバー
高等部1年生の立浪繭は、他人の“お姉さま”にちょっかいを出して姉妹関係を破局させる噂の要注意人物。しかし、気になる上級生なら誰にでも接近する彼女の行動には理由があった。
枯れ木に芽吹き
リリアン女学園高等部を卒業後、超難関大学に進学した内藤克美。妹・笙子の部屋で偶然見つけたある写真が、彼女の心に波紋を広げていく。
黄色い糸
高等部2年生“黄薔薇のつぼみ”鳥居江利子の興味を引く「男の子みたいな女の子」。彼女を観察すればするほど新たな謎が飛び出してきて、江利子の関心はますます高まるのだった。
不器用姫
高等部2年生の寛美は、幼馴染で学年が1つ下のミケを昔から可愛がり、気の弱い彼女をいじめから守ってきた。リリアン女学園で再会した寛美は、かつてのようにミケの世話を焼きはじめる。
光のつぼみ
新入生歓迎会の日、祐巳を見かけた可南子は、この人との出会いは自分の人生に大きく関わる大事になると感じる。
温室の妖精
古い温室には妖精が棲んでいる。クラスメイトのその言葉にとらわれて、高等部1年生の皐月は古い温室に通うようになる。
ドッペルかいだん
漫画研究部の夏休み校内合宿。部員である高等部1年生の水奏（みなと）は不思議な体験をする。『お釈迦様もみてる ウェット or ドライ』に関連のエピソードがある。
A Roll of Film
「フレーム オブ マインド」の謎解きにあたる話。笙子は写真部の3年生から写真対決に出品するよう命じられ、蔦子の力を借りずに撮った証明ができるある方法を提案される。

マリア様がみてる 薔薇の花かんむり
卒業シーズンを迎え“3年生を送る会”の準備で慌しいリリアン女学園。祐巳は、祥子の行動について奇妙な噂を耳にする。「薔薇の花かんむり」とは、ロザリオを意味する。
マリア様がみてる キラキラまわる
祥子の呼びかけで、遊園地に行くことになった山百合会＋α（アルファ）の面々。しかし、当日集まったメンバーの雰囲気は何故か“お通夜”のようで、楽しいはずの遊園地に暗雲が立ち込めるのであった。
マリア様がみてる マーガレットにリボン
“過去”と“未来”を描いた8つの短編を、表題作「マーガレットとリボン」（“現在”）で繋ぐ短編集の第4弾。各作品はすべて書き下ろし。
「ユミちゃん絵日記・未来編」2編は、作業の順番待ちの間に祐巳が書いた「これから先にすることの日記」とその現実を描いており、表題作より未来にあたる「掟破り」（あとがき）の話。
ちなみに、集英社発行誌に『マーガレット』と『りぼん』があるが、作者は決めたときには意識しておらず、「集英社に媚びてつけたタイトルじゃない」、「変更する理由にはならないし、どっちも集英社だし、『ま、いいか』」となったと「あとがき」で言っている。
マーガレットにリボンI-IX
スール以外からもらったバレンタインチョコのお返しのキャンディーにラッピングをするため薔薇の館に集まった祐巳・志摩子・由乃はあれこれと悩む。
デビュー
大学進学を機に、蓉子は自分のキャラを変えようと試みる。
ライバルがいいの
『マリア様がみてる バラエティギフト』所収の「毒入りリンゴ」の続編。山辺の娘・亜紀に引き合わされた江利子は彼女の行動に戸惑う。
フィレンツェ煎餅を買いに
『マリア様がみてる チャオ ソレッラ!』の裏話。加東景からイタリア旅行に誘われた聖は二つ返事で参加するが、成田空港で日程が祐巳たちの修学旅行と重なっていたことに気づく。
「さん」付け問題
お互いに「さん」付けで呼び合っている祐巳・由乃・志摩子。ある日、試しに互いに呼び捨てにしてみる。
僕の兄妹
小寓寺の跡継ぎとして修行をしていた准至（のりみち）は、ある日、父に勘当するよう申し出て家を出るが、2年後、1歳くらいの赤ん坊を連れて帰ってくる。
志摩子の出生の事情が、志摩子の兄（叔父）である賢文（まさふみ）の一人称で語られる。リリアン女学園の生徒・卒業生でない者の一人称も男性登場人物の一人称も本作品が初(本作品と「青い傘の思い出」のみ)。
ユミちゃん絵日記・未来編(1)
日記に書いたとおり、駅のポストに蟹名静宛のエアメールを投函した祐巳は、そこで思いがけず静本人に出会う。
ユミちゃん絵日記・未来編(2)
土曜日、祐巳と瞳子は初詣のお礼参りに祐巳宅の近所の稲荷神社に行く。
青い傘の思い出
『マリア様がみてる レイニーブルー』で盗まれた祐巳の傘が、祐巳の元に返るまでにたどった10日間のエピソード。拾った人が次々と主人公になるオムニバス形式。登場人物がいずれもリリアン女学園の生徒・卒業生・教職員ではない。

マリア様がみてる 卒業前小景
授業のない卒業式前日の午後に繰り広げられたそれぞれのエピソード。薔薇の館の“忘れ物捜索”見つかったある物を手に、祐巳は姿の見えない祥子を探す。
35. マリア様がみてる ハロー グッバイ
初巻から続いていた「祐巳・祥子編」の完結巻。
祥子と令の卒業式を迎え、祐巳たちはお別れのときへ。卒業式直前、祐巳は祥子からあるものを渡される。その頃、由乃に呼ばれた蓉子・聖・江利子の前“薔薇さま”たちがリリアン女学園を訪れようとしていた。
著者は、サブタイトル「ハロー グッバイ」は「ごきげんよう ごきげんよう」の意で、当初は「ごきげんよう ごきげんよう」、「ハロー グッバイ」のどちらかをサブタイトル、もう一方をルビにしようしていたと、あとがきで明かしている。
マリア様がみてる リトル ホラーズ
6編のエピソードを、入学と同時に“つぼみ”になった有馬菜々の視点で描く表題作「リトル ホラーズ」で繋ぐ短編集の第5弾。「チナミさんと私」（雑誌『Cobalt』 2008年9月号）、「ハンカチ拾い」（同2009年5月号）、「ホントの嘘」（書き下ろし）、「ワンペア」（同2008年2月号・4月号）、「胡蝶の夢」（同2009年1月号）、「おまけ・リトル パニック」（書き下ろし）。巻の括りは「いなくなっちゃった人」または「これという着地点がない話」（あとがき）。
前後編の後編の巻ではない小説だけの巻としては初めてイントロがない。
リトル ホラーズI-VI
祐巳たちが3年生・“薔薇さま”になった4月。剣道部の会合に出てこない由乃を呼びに薔薇の館に来た菜々は、乃梨子と志摩子に由乃も祐巳もいないと言われる。探すと、2人は館の1階で水道管を押さえていた。
チナミさんと私
インフルエンザのため入学式から欠席してしまった綿貫照（わたぬき てらす）が初登校すると、入れ替わりのように隣席の日比野千波（ちなみ）が病気治療で長期欠席に。ところが、その席には、照にしか見えず、声が聞こえない存在があった。
ハンカチ拾い
むしゃくしゃしていた1年生の公弥（くみ）は、公園で素敵な上級生に出会う。
ホントの嘘
1年生のありさは、“お姉さま”にちょっとした嘘をつくが、辻褄を合わせるために嘘に嘘を重なる結果になり、どんどん身動きが取れなくなっていく。
ワンペア
人形のように美しい久我コハクと久我メノウ。高等部2年藤組の2人は本人たち以外には区別がつかないほどそっくりな双子の美少女姉妹。謎の失踪を遂げた従兄の後任国語教師として、リリアン女学園に赴任した清水多子（なこ）は、なぜか気になってしかたがないが、他の教師からは「2人には決して関わるな」と忠告される。従兄は、久我姉妹に痴漢行為をはたらき、退職する前に失踪したというのだ。腑に落ちない多子は、この謎に迫るために行動を開始。そして衝撃の事実を知ることになる。
胡蝶の夢
周（めぐり）は初夢以来不思議な感覚の中にいた。本当の自分はさえない中年の「おっさん」で、それが夢の中で周という女子高校生になっている、という感覚が抜けない。
おまけ・リトル パニック
本編「リトル ホラーズ」の裏話。来ないはずの菜々が薔薇の館に来て、一同は大慌てで対処しようとする。

マリア様がみてる 私の巣（マイネスト）
父を早くになくして母子家庭で育った高等部1年生の朝倉百（もも）は、母の再婚により2年生の筒井環（たまき）を含む大家族で生活することになる。
雑誌『Cobalt』2007年8月号に掲載された表題作を第1話とする連作短編集。第2話以降は書き下ろし。時系列では『マリア様がみてる リトルホラーズ』を追い抜いている。
マリア様がみてる ステップ
大の親友だった律（りつ）と佳月（かづき）。律が男性とつきあい始め、佳月にも気になる人が現れて、二人の関係にも変化が起きる。
雑誌『Cobalt』2010年7月号に掲載された同名の短編に大幅に加筆して長編化したもの。本編（祐巳・祥子編）の時点からは過去にあたる。このためイントロ中の他の巻では「平成の今日」の部分が、「昭和の今日」になっている。
マリア様がみてる フェアウェル ブーケ
「先生」を括りとする短編集。7つの短編を表題作『フェアウェル ブーケ』でつないだ構成となっている。『フェアウェル ブーケ I〜VII』（書き下ろし）、『飴とストレッチ』（雑誌『Cobalt』 2011年11月号掲載）、『プライベートTeacher』（同2011年5月号掲載）、『おっぱいクッキー』（同2012年3月号掲載）、『昨日の敵』（同2009年9月号掲載）、『卒業式まで』（同2010年11月号掲載）、『アナウンスメント』（書き下ろし）、『薬香草茶話』（書き下ろし）を収録。
備考　小説、漫画ともに、各電子書籍化。

### Cobalt掲載の短編
マリア様がみてる（1997年2月号）
『マリア様がみてる』シリーズの第1作。改題、再構成ののち小説単行本『マリア様がみてる チェリーブロッサム』に「銀杏の中の桜」として収録された。掲載当時のイラストは、あおい由麻。前号（1996年12月号）の次号予告では「マリア様がみている」と予告されていた。
マリア様がみてる ショコラとポートレート（2003年2月号）
『マリア様がみてる バラエティギフト』に収録。
マリア様がみてる 羊が一匹さく越えて（2003年4月号）
『マリア様がみてる バラエティギフト』に収録。
マリア様がみてる 降誕祭の奇跡（2003年12月号）
『マリア様がみてる バラエティギフト』に収録。
マリア様がみてる チョコレートコート（2004年2月号）
『マリア様がみてる イン ライブラリー』に収録。
マリア様がみてる 桜組伝説（2004年4月号）
『マリア様がみてる イン ライブラリー』に収録。
マリア様がみてる 図書館の本（2004年8月号）
『マリア様がみてる イン ライブラリー』に収録。
マリア様がみてる 静かなる夜のまぼろし（2004年12月号）
『マリア様がみてる イン ライブラリー』に収録。
マリア様がみてる 不器用姫（2005年4月号）
『マリア様がみてる フレーム オブ マインド』に収録。
マリア様がみてる 温室の妖精（2005年8月号）
『マリア様がみてる フレーム オブ マインド』に収録。
マリア様がみてる 三つ葉のクローバー（2006年2月号）
『マリア様がみてる フレーム オブ マインド』に収録。
マリア様がみてる 黄色い糸（2006年4月号）
『マリア様がみてる フレーム オブ マインド』に収録。
マリア様がみてる ドッペルかいだん（2006年8月号）
『マリア様がみてる フレーム オブ マインド』に収録。
マリア様がみてる 枯れ木に芽吹き（2006年12月号）
『マリア様がみてる フレーム オブ マインド』に収録。
マリア様がみてる 四月のデジャブ（2007年4月号）
『マリア様がみてる フレーム オブ マインド』に収録。
マリア様がみてる 私の巣（2007年8月号）
原因不明の発作に悩まされる高等部1年生・朝倉百（もも）の前に現れた2年生の筒井環。彼女に振りまわされて、百の悩みはさらに増えることに。『マリア様がみてる 私の巣（マイネスト）』に、最初のエピソードとして収録。
マリア様がみてる ワンペア（前編・後編）（2008年2月号・4月号）
『マリア様がみてる リトルホラーズ』に収録。
マリア様がみてる チナミさんと私（2008年9月号）
『マリア様がみてる リトルホラーズ』に収録。
マリア様がみてる 胡蝶の夢（2009年1月号）
『マリア様がみてる リトルホラーズ』に収録。
マリア様がみてる ハンカチ拾い（2009年5月号）
『マリア様がみてる リトルホラーズ』に収録。
マリア様がみてる 昨日の敵（2009年9月号）
『マリア様がみてる フェアウェル ブーケ』に収録。
マリア様がみてる ステップ （2010年7月号）
佳月（かづき）は、親友の律（りつ）から男性と交際していると告白される。その後、偶然出会い好感を持った男性と律とが仲むつまじげなところを目撃しショックを受ける。『マリア様がみてる ステップ』に最初のエピソードとして収録。
マリア様がみてる 卒業式まで （2010年11月号）
『マリア様がみてる フェアウェル ブーケ』に収録。
マリア様がみてる プライベートTeacher （2011年5月号）
『マリア様がみてる フェアウェル ブーケ』に収録。
マリア様がみてる 飴とストレッチ （2011年11月号）
『マリア様がみてる フェアウェル ブーケ』に収録。
マリア様がみてる おっぱいクッキー（2012年3月号）
『マリア様がみてる フェアウェル ブーケ』に収録。

## 制作背景
本作のアイデアが生まれたのは、今野の説明によれば、1990年代中ごろ、ボーイズラブ全盛期のころであった。今野は作家仲間と集まって、最近の（少女向けの）小説・漫画は男ばかりでつまらない、女の子が大勢登場する作品があまりない、といった話題で盛り上がっていた。彼女たちはいくつかのアイデアを出し合っていたが、今野が「「お姉さま、マリア様がみてますから！」って感じで……」と発言すると、これが大いに場を盛り上げた。雑談の時点で、学年の違う女の子同士の関係という基本構想と、タイトルは決まっていたという。今野はその後、彼女たちから頻繁に「『マリア様がみてる』書かないの？」と催促されるようになった。今野は、彼女たちの了解を得て、『Cobalt』1997年2月号に最初の中篇を書いた。今野は高校・短大の5年間、女子校に通っており、作品の舞台を高校にしたのは自身の体験もあったとしている（さらに通っていた幼稚園がカトリック系であり、キリスト教にも縁があった）。中高一貫の高校の入学試験を受けた際、教室に女子しかいなかったことには衝撃を受けたといい、自身を投影させたのは同じく途中入学組の二条乃梨子であったと語っている。
その後、新作を書く段階になり、以前の中篇の続きではどうかという打診があった。今野は、中篇の時期の半年ほど前から新たな物語を開始させることにし、主人公を乃梨子から祐巳に交代させた。白薔薇の二人の関係は既に完成してしまっていたからであったという。祐巳のデザインは乃梨子たちとはまったく違う方向性とすることにし、ツインテールを髪型に選んだ。本作はキャラクターがまずあり、ストーリーはあとから考え出されていった。「どんどんキャラが勝手に動き出していきました。」本作のポイントは姉妹（スール）のシステムである。今野は、書き始めるにあたり「三冊くらい続けばいい」などと思っていたが、「姉には姉がいるのは必然的。祐巳は一年生で、祥子は二年生。ということは祥子の姉だってきっといる」ということに気付き、構想が膨らんでいった。
本作は、吉屋信子の『花物語』を継承していると評されることがある。しかし、今野は『花物語』からの影響を明確に否定している。執筆を始めてから頻繁に同作のことを質問されるようになり、そのときになって初めて読んだとしている。「エス（シスターフッド）」という概念についても同様であった。今野は言葉としての「百合」は知っていたが、本作を百合ものにしようとはまったく考えていなかった。本作はボーイズラブに対するアンチテーゼとして生み出されたものだと今野は語っている。

## 評価

### 批評・影響
本作は、百合といわれる女性の同性愛を扱った作品を愛好する男性が急増するきっかけにもなった。社会学者の熊田一雄は、リリアン学園という本作品の舞台は現代日本のジェンダー観に基づいた競争原理・管理体制とはまったく異なるものであり、そのため旧来的な意味での男性性とは異なる男性性を求める男性は魅力を感じるのだと説明している。
倫理学研究者の長門祐介は、本作の「ごきげんよう」の挨拶や、登下校の道すがらにあるマリア像、会議・お茶会の開かれる生徒会室、そして上級生と下級生の強い絆のシンボルとしてのロザリオといった舞台・設定は、今野の「一〇代の女子が暮らすべき理想の女子校のディテールへの強い拘り」の結果としての側面もあると述べている。本作はそのような場所を舞台に、登場する少女たちの内面の健やかさをひたすら強調して描き、重大な事故のたぐいは起こらない。長門はしかし、本作はそこから退屈な展開に陥ることなく、本作の舞台・設定に理想の女子校のパロディ以外を当初見いだしていなかったような読者をして、巻が進むにつれ、リリアン女学園という場所と伝統の奥行きを意識させていくと肯定的に評価している。
第1巻（無印）冒頭の、祥子が祐巳のタイを整える場面は、名シーンとして称えられている。

### ランキング
日経BP社がインターネットで実施したアンケートを基に公表した「2003年度ライトノベルランキング」では1位を獲得している。

## 既刊一覧

### 本編
- 今野緒雪（著）・ひびき鈴音（イラスト）、集英社〈コバルト文庫〉、全37巻
  1. 『マリア様がみてる』1998年5月10日第1刷発行（4月24日発売[27]）、ISBN 4-08-614459-X 20周年記念 イラスト（ミニコメント）付き 第1巻がある 2018年3月25日 第27刷発行
  2. 『マリア様がみてる 黄薔薇革命』1999年2月10日第1刷発行（2月3日発売[28]）、ISBN 4-08-614554-5
  3. 『マリア様がみてる いばらの森』1999年5月10日第1刷発行（4月27日発売[29]）、ISBN 4-08-614591-X
  4. 『マリア様がみてる ロサ・カニーナ』1999年12月10日第1刷発行（12月1日発売[30]）、ISBN 4-08-614661-4
  5. 『マリア様がみてる ウァレンティーヌスの贈り物（前編）』2000年3月10日第1刷発行（3月3日発売[31]）、ISBN 4-08-614695-9
  6. 『マリア様がみてる ウァレンティーヌスの贈り物（後編）』2000年5月10日第1刷発行（4月25日発売[32]）、ISBN 4-08-614715-7
  7. 『マリア様がみてる いとしき歳月（としつき）（前編）』2001年2月10日第1刷発行（2月2日発売[33]）、ISBN 4-08-614817-X
  8. 『マリア様がみてる いとしき歳月（としつき）（後編）』2001年4月10日第1刷発行（4月3日発売[34]）、ISBN 4-08-614841-2
  9. 『マリア様がみてる チェリーブロッサム』2001年8月10日第1刷発行（7月27日発売[35]）、ISBN 4-08-614895-1
  10. 『マリア様がみてる レイニーブルー』2002年4月10日第1刷発行（3月29日発売[36]）、ISBN 4-08-600078-4
  11. 『マリア様がみてる パラソルをさして』2002年7月10日第1刷発行（7月1日発売[37]）、ISBN 4-08-600136-5
  12. 『マリア様がみてる 子羊たちの休暇』2003年1月10日第1刷発行（2002年12月25日発売[38]）、ISBN 4-08-600210-8
  13. 『マリア様がみてる 真夏の一ページ』2003年4月10日第1刷発行（3月28日発売[39]）、ISBN 4-08-600243-4
  14. 『マリア様がみてる 涼風さつさつ』2003年7月10日第1刷発行（7月1日発売[40]）、ISBN 4-08-600284-1
  15. 『マリア様がみてる レディ、GO!』2003年11月10日第1刷発行（10月31日発売[41]）、ISBN 4-08-600337-6
  16. 『マリア様がみてる バラエティギフト』2004年1月10日第1刷発行（2003年12月25日発売[42]）、ISBN 4-08-600360-0
  17. 『マリア様がみてる チャオ ソレッラ!』2004年4月10日第1刷発行（3月31日発売[43]）、ISBN 4-08-600399-6
  18. 『マリア様がみてる 特別でないただの一日』2004年10月10日第1刷発行（10月1日発売[44]）、ISBN 4-08-600484-4
  19. 『マリア様がみてる イン ライブラリー』2005年1月10日第1刷発行（2004年12月25日発売[45]）、ISBN 4-08-600527-1
  20. 『マリア様がみてる 妹（スール）オーディション』2005年4月10日第1刷発行（4月1日発売[46]）、ISBN 4-08-600568-9
  21. 『マリア様がみてる 薔薇のミルフィーユ』2005年7月10日第1刷発行（7月1日発売[47]）、ISBN 4-08-600609-X
  22. 『マリア様がみてる 未来の白地図』2006年1月10日第1刷発行（2005年12月22日発売[48]）、ISBN 4-08-600704-5
  23. 『マリア様がみてる くもりガラスの向こう側』2006年4月10日第1刷発行（3月31日発売[49]）、ISBN 4-08-600743-6
  24. 『マリア様がみてる 仮面のアクトレス』2006年7月10日第1刷発行（6月30日発売[50]）、ISBN 4-08-600784-3
  25. 『マリア様がみてる 大きな扉 小さな鍵』2006年10月10日第1刷発行（10月3日発売[51]）、ISBN 4-08-600823-8
  26. 『マリア様がみてる クリスクロス』2007年1月10日第1刷発行（2006年12月22日発売[52]）、ISBN 4-08-600859-9
  27. 『マリア様がみてる あなたを探しに』2007年4月10日第1刷発行（3月30日発売[53]）、ISBN 978-4-08-600895-2
  28. 『マリア様がみてる フレーム オブ マインド』2007年7月10日第1刷発行（6月28日発売[54]）、ISBN 978-4-08-601034-4
  29. 『マリア様がみてる 薔薇の花かんむり』2007年10月10日第1刷発行（10月2日発売[55]）、ISBN 978-4-08-601075-7
  30. 『マリア様がみてる キラキラまわる』2008年1月10日第1刷発行（2007年12月26日発売[56]）、ISBN 978-4-08-601110-5
  31. 『マリア様がみてる マーガレットにリボン』2008年4月10日第1刷発行（4月1日発売[57]）、ISBN 978-4-08-601144-0
  32. 『マリア様がみてる 卒業前小景』2008年10月10日第1刷発行（10月1日発売[58]）、ISBN 978-4-08-601214-0
  33. 『マリア様がみてる ハロー グッバイ』2009年1月10日第1刷発行（2008年12月26日発売[59]）、ISBN 978-4-08-601244-7
  34. 『マリア様がみてる リトル ホラーズ』2009年7月10日第1刷発行（7月1日発売[60]）、ISBN 978-4-08-601305-5
  35. 『マリア様がみてる 私の巣（マイネスト）』2010年1月10日第1刷発行（2009年12月25日発売[61]）、ISBN 978-4-08-601363-5
  36. 『マリア様がみてる ステップ』2011年1月10日第1刷発行（2010年12月28日発売[62]）、ISBN 978-4-08-601481-6
  37. 『マリア様がみてる フェアウェル ブーケ』2012年5月10日第1刷発行（4月28日発売[63]）、ISBN 978-4-08-601631-5

### スピンオフ
- 今野緒雪（著）・ひびき鈴音（イラスト）、集英社〈コバルト文庫〉、全10巻
  1. 『お釈迦様もみてる 紅か白か』2008年8月10日第1刷発行（8月1日発売[64]）、ISBN 978-4-08-601192-1
  2. 『お釈迦様もみてる 学院のおもちゃ』2009年4月10日第1刷発行（4月1日発売[65]）、ISBN 978-4-08-601274-4
  3. 『お釈迦様もみてる ウェットorドライ』2009年10月10日第1刷発行（10月2日発売[66]）、ISBN 978-4-08-601335-2
  4. 『お釈迦様もみてる 自分応援団』2010年4月10日第1刷発行（4月1日発売[67]）、ISBN 978-4-08-601392-5
  5. 『お釈迦様もみてる スクール フェスティバルズ』2010年7月10日第1刷発行（7月1日発売[68]）、ISBN 978-4-08-601422-9
  6. 『お釈迦様もみてる S-キンシップ』2010年10月10日第1刷発行（10月1日発売[69]）、ISBN 978-4-08-601451-9
  7. 『お釈迦様もみてる 超難解問題集』2011年12月10日第1刷発行（12月1日発売[70]）、ISBN 978-4-08-601585-1
  8. 『お釈迦様もみてる 潔き一票』2012年12月10日第1刷発行（11月30日発売[71]）、ISBN 978-4-08-601684-1
  9. 『お釈迦様もみてる オン ユア マークス』2013年8月10日第1刷発行（8月1日発売[72]）、ISBN 978-4-08-601743-5
  10. 『お釈迦様もみてる 蛍のヒカル』2013年12月10日第1刷発行（11月30日発売[73]）、ISBN 978-4-08-601768-8

### 関連書籍
- 『マリア様がみてる プレミアムブック』2004年7月27日発売[74]、ISBN 4-08-600455-0
- 『マリア様がみてる イラストコレクション』2006年7月28日発売[75]、ISBN 4-08-600797-5

## メディアミックス
2003年に漫画化、2004年にテレビアニメ化され、2006年にはアニメの声優によるインターネットラジオが配信され、OVA化もされた。また、実写映画化も決定し、2010年秋に公開された。

### 漫画
集英社の漫画雑誌「マーガレット」系に掲載された長沢智によるものと、「Cobalt」に掲載されたひびき玲音の手によるものがある。

#### 長沢智版
長沢智の手により漫画化されたもので、集英社「マーガレット」誌上にて、2003年10月（21号）より連載されていた。後に別冊の「ザ・マーガレット」に連載が移行。全9巻発売。
ほぼ原作に忠実だが、4巻は「〜ロサ・カニーナ〜」より「〜長き夜の〜」が先に収録されている。「〜長き夜の〜」には二人羽織で百人一首をするオリジナルエピソードが入る。祥子（前髪が開いている）、志摩子（髪がきつく巻いている）、静などの髪型が原作挿絵と異なる。
- 今野緒雪（原作）・長沢智（作画） 『マリア様がみてる』 集英社〈マーガレットコミックス〉、全9巻
  1. 2004年3月1日第1刷発行（2月25日発売[77]）、ISBN 4-08-847713-8
  2. 2004年7月28日第1刷発行（7月23日発売[78]）、ISBN 4-08-847761-8
  3. 2005年1月30日第1刷発行（1月25日発売[79]）、ISBN 4-08-847817-7
  4. 2005年6月29日第1刷発行（6月24日発売[80]）、ISBN 4-08-847862-2
  5. 2006年1月30日第1刷発行（1月25日発売[81]）、ISBN 4-08-846022-7
  6. 2006年8月30日第1刷発行（8月25日発売[82]）、ISBN 4-08-846084-7
  7. 2007年2月28日第1刷発行（2月23日発売[83]）、ISBN 978-4-08-846140-3
  8. 2008年1月30日第1刷発行（1月25日発売[84]）、ISBN 978-4-08-846253-0
  9. 2010年10月30日第1刷発行（10月25日発売[85]）、ISBN 978-4-08-846581-4
- 今野緒雪（原作）・長沢智（作画） 『マリア様がみてる』 集英社〈集英社文庫 コミック版〉、全5巻
  1. 2010年4月16日、ISBN 978-4-08-619115-9
  2. 2010年4月16日、ISBN 978-4-08-619116-6
  3. 2010年5月18日、ISBN 978-4-08-619117-3
  4. 2010年6月18日、ISBN 978-4-08-619118-0
  5. 2010年7月16日、ISBN 978-4-08-619119-7

#### ひびき玲音版
Cobaltに不定期で掲載。原作小説から一部のシーンを切り出してコミック化する場合が多い。
マリア様がみてる 祐巳のヴァレンタイン・イブ（2003年2月号）
原作の小説には無いエピソード。祥子のためにチョコレート作りに挑戦する祐巳だが、なかなか満足のいくものを作ることができない。『マリア様がみてる イラストコレクション』に収録。
マリア様がみてる 祭りの前（2003年10月号）
原作第1巻『マリア様がみてる』の一部をコミック化。山百合会主催で上演する学園祭舞台劇「シンデレラ」の準備で、祥子とともに衣装合わせする祐巳。『マリア様がみてる プレミアムブック』に収録。
マリア様がみてる クリスマス・プレゼント（2003年12月号）
原作『マリア様がみてる いばらの森』より、紅薔薇姉妹のプレゼント交換のシーンをコミック化。『マリア様がみてる イラストコレクション』に収録。
マリア様がみてる 卒業までに…（2004年2月号）
原作『マリア様がみてる ウァレンティーヌスの贈り物（後編）』収録の「ファースト デート トライアングル」より、卒業を控える聖と志摩子をコミック化。『マリア様がみてる イラストコレクション』に収録。
マリア様がみてる ひとりの日曜日（2004年4月号）
原作『マリア様がみてる ウァレンティーヌスの贈り物（後編）』収録の「ファースト デート トライアングル」より、令と田沼ちさとのデートを尾行する由乃をコミック化。『マリア様がみてる イラストコレクション』に収録。
マリア様がみてる 年の始めの（2004年12月号）
原作『マリア様がみてる ロサ・カニーナ』収録の「長き夜の」より、祐巳と聖の初詣をコミック化。『マリア様がみてる イラストコレクション』に収録。

#### その他
スピンオフ作品『お釈迦様もみてる』の漫画版が見城さくらの作画で『Comic Cobalt』に掲載された。

### イベント
『リリアン祭』とは、アニメ・ドラマCDの声優陣、作品のファンが参加して行われるイベントのこと。
2006年8月6日、アニメ第3期シリーズの製作決定を記念して『真夏のリリアン祭〜山百合会に何かご用？〜』がサンパール荒川で開催された。
2008年9月14日、新宿区の日本青年館大ホールで『マリア様がみてる 秋のリリアン祭』が二部構成で行われ、そのうち、第2部の模様はDVDに収録されて『マリア様がみてる 秋のリリアン祭〜第二部〜』として2009年2月25日に発売された。
2015年3月29日、『私立リリアン女学園 卒業イベント』が、よみうりホールにて昼の部と夜の部が行われた。この卒業イベントでは声優キャストによる「卒業前小景」の朗読劇、原作者である今野緒雪が登壇して送辞の言葉として「年齢性別を問わずリリアンの門は常に開かれています」とコメントされた。またイラストを手がけたひびき玲音は客席にて黒薔薇ロザリオを持参し立ち会った。2016年2月現在で映像化の予定は無い。

## 実写映画
『実写映画 マリア様がみてる』は、2010年11月6日に公開された実写映画。監督は寺内康太郎。主演は波瑠、未来穂香など。
映画の公開に合わせ2010年10月20日より期間限定で15:00-15:03まで美人時計とコラボとして映画紹介されている。また、『Cobalt』2010年11月号ではメイキングDVDが付録となった。公開記念として『秋葉原キュアメイドカフェ』で11月5日-7日限定で『マリア様がみてるカフェ』が開催された。

### ストーリー（映画）
私立リリアン女学園に通う1年生の福沢祐巳は、憧れの紅薔薇のつぼみこと2年生の小笠原祥子から突如、姉妹宣言を受ける。戸惑いつつも山百合会主催の舞台シンデレラの制作に参加することに。

### キャスト（映画）
- 小笠原祥子 - 波瑠[87]
- 福沢祐巳 - 未来穂香[87]
- 水野蓉子 - 平田薫[87]
- 佐藤聖 - 滝沢カレン[87]
- 鳥居江利子 - 秋山奈々[87]
- 支倉令 - 坂田梨香子[87]
- 藤堂志摩子 - 高田里穂[87]
- 島津由乃 - 三宅ひとみ
- 武島蔦子 - 広瀬アリス[87]
- 柏木優 - 碓井将大[87]
- 小山田みゆき - 望月リカ

### スタッフ（映画）
- 監督 - 寺内康太郎[87]
- 原作 - 今野緒雪
- 脚本 - 寺内康太郎[87]、佐上佳嗣[87]
- イラスト - ひびき玲音[87]
- 製作 - リバプール[86]、集英社[86]、ジョリー・ロジャー[86]、メ〜テレ[86]、テレビ大阪サービス[86]
- 制作プロダクション - ジョリー・ロジャー[86]
- 配給 - ジョリー・ロジャー[86]、リバプール、メ〜テレ[86]

### 主題歌（映画）
- 『Heavenly Days』
  - 作詞・作曲 - rino / 編曲 - 大久保薫 / 歌 - CooRie

### FLASHアニメ
劇場マナーCMとしてFLASHアニメ『マリア様のたしなみ』が本作上映前に上映された。全3パターン（各上映館で1パターン上映）。担当声優はアニメと同じ。また、公式サイトでもFLASHアニメ『マリア様のおしらせ』が全3話配信された。
担当声優
- 小笠原祥子役 - 伊藤美紀
- 福沢祐巳役 - 植田佳奈

### ARE YOU レディ?
『マリア様がみてる ARE YOU レディ?』は、サークルKサンクス限定前売特典の『シークレット・エピソード・ブック』に収録された、今野緒雪による書き下ろし短編。内容は小笠原祥子と福沢祐巳が出会う前の出来事となっている。A6文庫サイズ、16ページ。
関連商品
DVD Blu-ray ともに、初回盤と通常版がある。

### 関連書籍（映画）
- 『映画原作 マリア様がみてる』2010年6月30日第1刷発行、ISBN 978-4-08-601421-2